# Одрено
Одрено (мак. Одрено) — село в громаді Ранковце, розташоване в районі Славіште, на північному сході Македонії.

## Географія та розташування
Село розташоване в південній частині території громади Ранковце. Воно розташоване у безпосередній близькості від самого коридору 8, уздовж якого проходить головна дорога від Скоп’є та Куманово до Кривої Паланки і до прикордонного переходу Деве Баїр на македонсько-болгарському кордоні.

## Населення
Згідно з переписом 2002 року, в Одрено проживає 131 житель, усі є православними македонцями.